# V. Montuhotep
V. Mentuhotep (uralkodói nevén Szeuadzsaré; egyes tudósok szerint VI. Montuhotep) az ókori egyiptomi XIII. dinasztia egyik uralkodója. Rövid ideig ült a trónon, i. e. 1655 körül. Kim Ryholt és Darrell Baker szerint a dinasztia 50. vagy 49. királya, így a XIV. dinasztia utolsó uralkodóival egyidőben uralkodott, nem sokkal azelőtt, hogy a megszálló hükszoszok megérkeztek Memphisz környékére.

## Neve
Ryholt, Baker és Jacques Kinnaer V. Montuhotepnek hívják, mert szerintük a XIII. dinasztia végéhez tartozik, Jürgen von Beckerath azonban a második átmeneti korról írt tanulmányában eldöntetlennek nyilvánítja Montuhotep helyét a dinasztiában, és VI. Montuhotepnek nevezi.

## Említései
Szeuadzsaré Montuhotepnek kevés említése maradt fenn. Sajnos a torinói királylista, ami a második átmeneti kori uralkodókat tekintve a legfontosabb forrásdokumentum, VII. Szobekhotep neve után sérült, így a XIII. dinasztia utolsó királyának személyazonossága és sorrendje eldönthetetlen. Nobert Dautzenberg és Ryholt szerint Montuhotep uralkodói neve, a Szeuadzsaré részben fennmaradt a papiruszon, a nyolcadik oszlop 20. sorában, ahol a töredékes […]dzs[aré] szöveg olvasható.
Az egyetlen korabeli említés, ami teljes bizonyossággal V. Montuhotepnek tulajdonítható, egy relieftöredék, melyen a kártusai láthatóak. Ez II. Montuhotep Dejr el-Bahari-i halotti templomából került elő Édouard Naville ásatása során, a 20. század elején.

## Herunofer koporsója
Egy másik lehetséges említése egy fakoporsó töredékén maradt fenn, amely ma a British Museumban található (katalógusszám: BM EA 29997). Ezen a következő szöveg olvasható:
A nemesember, a király képviselője, a király legidősebb fia, a rangidős parancsnok, Herunofer, az igaz hangú; Montuhotep királynak, az igaz hangúnak gyermeke, kit a fő királyné, Szitmut szült.
A Montuhotep néven említett király uralkodói neve hiányzik, így nem biztos, hogy V. Montuhotepről van szó, de Kim Ryholt megjegyzi, hogy a koporsón szerepel a Halottak Könyve egyes fejezeteinek korai változata is, ezzel a koporsó felirata egyike annak a mindössze két, Újbirodalom kora előtti feliratnak, amelyen a Halottak Könyve előfordul. Ryholt szerint ez arra utal, hogy ez a Montuhotep a második átmeneti kor végén kellett, hogy éljen. Ez azt jelenti, három uralkodó jöhet szóba: Szeanhenré Montuhotepi, VI. Montuhotep (Meranhré) és V. Montuhotep (Szeuadzsaré). Montuhotepit Ryholt kizárta, mert neve, bár hasonlít a Montuhotep névre, nem ugyanaz a név. A két fennmaradó király közül annak alapján döntötte el, hogy V. Montuhotepről lehet szó, hogy a Halottak Könyve másik korai előfordulása a XVI. dinasztia végén uralkodó Dzsehuti fáraó felesége, Montuhotep királyné koporsóján szerepel, és Dzsehuti i. e. 1645 körül uralkodott. A szöveg majdnem teljesen megegyezik a Herunofer koporsóján találttal, ami azt mutatja, az utóbbin említett Montuhotep király és Dzsehuti nagyjából ugyanabban az időben éltek. V. Montuhotep tíz évvel Dzsehuti előtt uralkodhatott, Meranhré Montuhotep viszont körülbelül hatvan évvel utána. Ryholt ebből azt a következtetést vonja le, hogy a Herunofer koporsóján említett Montuhotep V. Montuhoteppel azonos, felesége Szitmut volt, Herunofer pedig a fia. Ez az azonosítás azonban nem teljesen biztos, Aidan Dodson és Dyan Hilton pedig a XVI. dinasztia végére datálja a koporsót, és Herunofert VI. Montuhotep fiának tartja.

## Fordítás
- Ez a szócikk részben vagy egészben  a   Sewadjare Mentuhotep című angol Wikipédia-szócikk ezen változatának fordításán alapul.  Az eredeti cikk szerkesztőit annak laptörténete sorolja fel. Ez a jelzés csupán a megfogalmazás eredetét és a szerzői jogokat jelzi, nem szolgál a cikkben szereplő információk forrásmegjelöléseként.